# Радио и телевидение Воеводины
Радио и телевидение Воеводины (серб. Радио-телевизија Војводине) — вещательная организация, осуществляющая телевещание на территории Воеводины, автономного образования в Сербии. Вещает на 11 языках национальных меньшинств Воеводины.

## История

### Радио Нови Сад (1949 - 1975)
Радио Нови-Сада была основана указом Народной скупщины Воеводины (тогда часть Народной Республики Сербии) в 1949 году. 29 ноября 1949 в День Республики Радио Нови Сад запустила одноимённую радиостанцию (ныне - Радио Нови Сад 1). Этот день стал официальным днём рождения Радиотелевидения Воеводины. Вещание велось изначально на пяти языках: сербохорватском, венгерском, словацком, румынском и русинском. Радио также выполняло пропагандистскую функцию, поскольку служило своеобразным противовесом советскому Совинформбюро и подчинялось непосредственно Коммунистической партии Югославии и президенту СФРЮ Иосипу Брозу Тито. Радио вещало не только для жителей Югославии, но и для жителей других стран соцлагеря.
1 сентября 1955 было прекращено вещание на сербохорватском и русинском языках: в первом случае вещание теперь велось только в одной деревне, во втором случае на русинском велась только музыкальная передача. Причиной такого решения стала борьба против клеветы и дезинформации: вещание велось уже на венгерском, словацком и румынском языках, а иногда и на чешском. Расширилось эфирное время для трансляции песен без идеологической окраски, что сделало Радио Нови-Сада популярным в Восточной Европе. Радиоволну можно было поймать на территории всей Воеводины: днём она ловилась и в некоторых соседних государствах, ночью благодаря хорошей частоте оно могло транслироваться на Крайнем Севере и даже на экваторе. После восстановления отношений с СССР вещание на сербохорватском и русинском возобновилось.

### Радио и телевидение Нови Сад (1975 - 1991)
В 1965 году была построена специальная студия радиостанции, став одной из лучших акустически обустроенных радиостудий в Европе. Также появилась концертная площадка. В 1971 году Совет рабочего объединения Радио Нови-Сада внёс предложение об учреждении Телевидения Нови-Сада, и Скупщина Автономного Края Воеводины вскоре в 1972 году приняла эту идею, внеся её на рассмотрение в Скупщину СФРЮ. 26 ноября 1975 Радио Нови-Сада начало телепередачи, став Радио и телевидением Нови-Сада. Первой программой стал выпуск новостей об учреждении телевидения Нови-Сада. Со следующего дня 27 ноября стали выходить новости на сербохорватском и венгерском языках. Позднее вещание стало вестись на словацком, румынском, русинском языках, а вскоре добавились цыганский и украинский языки.

### РТС Нови Сад (1991 - 2006)
В 1991 году республиканский закон изменил статус средств массовой информации в сфере централизации и управления. В том же году Радио и телевидение Нови Сад запустил телеканал Телевидение Нови Сад+. 1 января 1992 Радио и телевидение Белграда, Радио и телевидение Нови-Сада и Радио и телевидение Приштины были объединены в Радио и телевидение Сербии, которое взяло на себя все обязательства по содержанию и техническому обслуживанию радиотелецентра Воеводины, Телевидение Нови Сад был переименован РТС НС 1, Телевидение Нови Сад+ в РТС НС+. Во время войны НАТО против Югославии в Мишелуке был разрушен телецентр Нови-Сада, а город понёс огромные убытки. Здание радиостанции не пострадало, однако почти всё оборудование было уничтожено. Жертв и пострадавших среди персонала радиотелецентра удалось избежать. Телецентр переехал в новое здание, где располагается и сейчас. В том же году РТС НС+ был переименован в РТС НС 2.

### Радио и телевидение Воеводины (с 2006)
В 2006 году Радио и телевидение Воеводины снова было восстановлено и начало вещание 26 июня 2006. В настоящий момент планируется строительство нового телецентра на углу Суботицкого бульвара и бульвара Воеводы Степана в Нове-Населе.

## Вещание
Официально вещание на телеканалах и радиостанциях ведётся на 11 языках: сербском, хорватском, румынском, венгерском, русинском, цыганском, македонском, украинском, буневицком, словацком и немецком (с осени 2011 года). Поддерживается и сурдоперевод.

## Структура

### Телеканалы
- РТВ 1: вещание на сербском

- РТВ 2: вещание на венгерском и других языках

Доступны через эфирное (цифровое), кабельное и спутниковое телевидение, а также на официальном сайте и в приложении РТВ.

### Радиостанции
- Радио Нови-Сад 1: вещание на сербском
- Радио Нови-Сад 2: вещание на венгерском
- Радио Нови-Сад 3: вещание на других языках
- Радио Стотка: музыкально-развлекательные программы

Доступны через эфирное радиовещание (аналоговое на УКВ (УКВ CCIR), РНС 1 на СВ), а также на официальном сайте и в приложении РТВ.

## Галерея
- Современное здание телецентра Воеводины
- Здание центра радиовещания Воеводины
- Бывшее здание телецентра до и после разрушения от бомбардировок НАТО
- Бывшее здание телецентра, разрушено в 1999 года от бомбардировок НАТО
- Телебашня в Иришки-Венаце, пострадавшая в мае 1999 года от бомбардировок НАТО